# BBC Radio 1 Live in Concert (New Order)
BBC Radio 1 Live in Concert è un album dal vivo del gruppo musicale britannico New Order, pubblicato nel 1992.

## Tracce
Testi e musiche di Bernard Sumner, Stephen Morris, Peter Hook e Gillian Gilbert; eccetto dove indicato.
1. Touched by the Hand of God – 4:58
2. Temptation – 8:36
3. True Faith – 5:46 (Sumner, Morris, Hook, Gilbert, Stephen Hague)
4. Your Silent Face – 6:05
5. Every Second Counts – 4:20
6. Bizarre Love Triangle – 4:39
7. Perfect Kiss – 10:06
8. Age of Consent – 5:20
9. Sister Ray – 9:21 (Lou Reed, John Cale, Sterling Morrison, Maureen Tucker)

## Formazione
- Gillian Gilbert - tastiera, chitarra
- Peter Hook - basso
- Stephen Morris - batteria, tastiera
- Bernard Sumner - voce, chitarra